# Wełyka Terniwka
Wełyka Terniwka (ukr. Велика Тернівка) – rzeka na Ukrainie, prawy dopływ Samary.
Długość rzeki wynosi 80 km, powierzchnia dorzecza – 942 km².